# Krankenhaus Rockenhausen
Das Krankenhaus Rockenhausen ist ein Krankenhaus der Grundversorgung in der Stadt Rockenhausen in Rheinland-Pfalz. Es gehört zur Westpfalz-Klinikum GmbH.

## Geschichte
Im 19. Jahrhundert ergab sich der Bedarf nach einem Krankenhaus in der Region. Die Stadt Rockenhausen stellte im Jahr 1904 den Bauplatz kostenfrei zur Verfügung, aufgrund der fehlenden Wasserversorgung konnte das Krankenhaus aber erst im Jahr 1910 erbaut werden.
Nach dem Zweiten Weltkrieg stieß das Krankenhaus an seine Kapazitätsgrenze, und so entstand in den 1950er-Jahren ein Neubau seitlich des historischen Krankenhausgebäudes. Dieser Neubau beherbergt seitdem die Patientenzimmer, während im historischen Gebäude die diagnostischen Einrichtungen zu finden sind.
Im Jahr 1976 schlossen sich die Krankenhäuser in Rockenhausen und Kirchheimbolanden zur Donnersberg-Krankenhaus GmbH zusammen. Anschließend erfolgte eine Spezialisierung: Die Abteilungen der Inneren Medizin wurden in Rockenhausen konzentriert, die operativen Abteilungen in Kirchheimbolanden. Im Jahr 2002 schloss sich die Donnersberg-Krankenhaus GmbH der Westpfalz-Klinikum GmbH an.
Ebenfalls im Jahr 2002 eröffnete die Pfalzklinikum AdöR im Rahmen der gemeindenahen Versorgung eine psychiatrische Klinik in den Räumlichkeiten des Krankenhauses Rockenhausen. Hierzu musste das historische Krankenhausgebäude nach hinten erweitert werden, der Erweiterungsbau wurde im Jahr 2001 fertig und diente als Ausweichstandort zur Sanierung der Patientenzimmer. Seitdem gibt es durchweg Zweibettzimmer im Krankenhaus Rockenhausen, anders in der Psychiatrie, wo Dreibettzimmer weiterhin üblich sind.
Im Jahr 2015 entstand neben dem bisherigen Schwesternwohnheim ein Neubau, der seitdem eine Dialysestation beherbergt. Das Schwesternwohnheim wird seit der Flüchtlingskrise als Asylbewerberunterkunft genutzt.
Im Jahr 2017 fiel der Beschluss, die Abteilung für Innere Medizin nach Kirchheimbolanden zu verlagern und das Krankenhaus in Rockenhausen zu einer Fachklinik für Geriatrie auszubauen.

## Psychiatrie
Die psychiatrische Klinik im Krankenhaus Rockenhausen wird von der Pfalzklinikum AdöR betrieben. Das Pflichtversorgungsgebiet erstreckt sich über die Landkreise Donnersbergkreis und Kusel.
Es gibt drei allgemeinpsychiatrische Stationen, von denen eine offen und zwei geschlossen geführt werden. Eine Differenzierung nach Art der psychischen Erkrankung findet nicht statt. Daneben gibt es seit 2015 eine spezielle Psychotherapiestation für Traumapatienten. Ebenfalls vorhanden sind eine Tagesklinik sowie eine psychiatrische Institutsambulanz.